# Valse minute

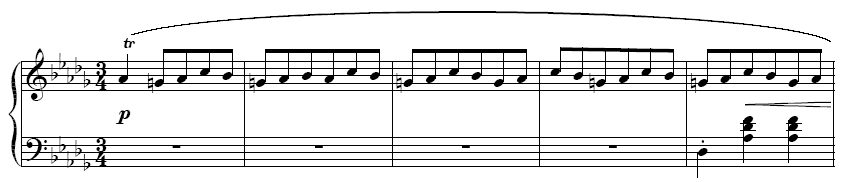
Phần mở đầu của Valse Minute

"Valse minute" là biệt danh của bản Van-xơ cung Rê trưởng, Op. 64, Số 1 của nhà soạn nhạc người Ba Lan Frederic Chopin.

## Lịch sử
Tác phẩm được viết vào năm 1847, là một bản nhạc viết cho piano. "Valse minute" đôi khi được gọi là "Điệu Waltz của chú chó nhỏ" ( tiếng Pháp: Valse du petit chien). Điều này là do Chopin đã quan sát một con chó nhỏ đuổi theo chính cái đuôi của nó khi ông viết tác phẩm. Con chó nhỏ có tên là "Marquis", thuộc về George Sand, người bạn của Chopin. Marquis thậm chí còn từng thân thiết với Chopin. Nhà soạn nhạc đã đề cập đến Marquis trong một số bức thư của mình. Trong một bức thư ngày 25 tháng 11 năm 1846, Chopin viết: "Xin cảm ơn Marquis đã nhớ đến tôi và còn đánh hơi trước cửa nhà tôi."
Bản valse được xuất bản bởi Breitkopf & Härtel. Đây là bản đầu tiên trong số ba điệu van-xơ trong tuyển tập các điệu van-xơ có tên là "Trois Valses, Op. 64". Nhà xuất bản đã đặt cho điệu valse biệt danh phổ biến là "minute". "Minute" ở đây có nghĩa là "nhỏ" hoặc "ít". Mặc dù từ lâu bản nhạc đã được biết đến với cái tên Valse "minute", nhưng biệt danh của bản nhạc có nghĩa là "nhỏ" theo nghĩa của một điệu van-xơ "thu nhỏ" do nhà xuất bản đặt cho tác phẩm.

## Tổng quan
Nhịp độ của "Valse minute" được viết là Molto vivace (tạm dịch là "rất nhanh, sống động"), nhưng Chopin không có ý định trình diễn một điệu van-xơ trong một phút như mọi người vẫn tưởng. Một màn trình diễn tác phẩm thông thường sẽ kéo dài từ một phút rưỡi đến hai phút rưỡi.

## Chuyển soạn
Các nhà soạn nhạc như Kaikhosru Shapurji Sorabji, Rafael Joseffy, Max Reger, Leopold Godowsky, Jeannot Heinen, Moriz Rosenthal, Giuseppe Ferrata, Sam Raphling, Marc-André Hamelin, và Bertold Hummel đã tạo ra các khúc biến tấu của "Valse Minute".